# Tenedos peckorum
Tenedos peckorum là một loài nhện trong họ Zodariidae.
Loài này thuộc chi Tenedos. Tenedos peckorum được Rudy Jocqué & Léon Baert miêu tả năm 2002.